# Naruto Shippūden: Ultimate Ninja Impact
 (juin 2019).
Naruto Shippūden: Ultimate Ninja Impact est un jeu vidéo de combat adapté du manga Naruto Shippuden. Le jeu est sorti le mercredi 19 octobre 2011 en Amérique du Nord, le 20 octobre au Japon et le jeudi 10 novembre 2011 en France. Il est disponible sur PlayStation Portable et sur le PSN. Le jeu devait sortir le vendredi 21 octobre 2011 en France mais la sortie a été repoussée au jeudi 10 novembre 2011. Il s'agit d'une adaptation pour PlayStation Portable du jeu vidéo Naruto Shippuden Ultimate Ninja Storm 2 sorti sur PlayStation 3 et Xbox 360.  

## Nouveautés
- L'histoire du jeu débute du retour de Naruto à Konoha jusqu'à la fin du conseil des cinq Kage,
- Le jeu dispose de 23 personnages dont certains font leur 1re apparition,
- Le jeu dispose d'une nouvelle caméra rotative à 360°,
- Affrontez des hordes déchaînées de ninjas avec vos amis,
- Affrontez vos amis grâce au mode Wireless,
- Un chapitre Bonus a été annoncé,
- +100 batailles dans le mode "Mission Deep",
- Chaque personnage dispose d'une autre tenue de combat activée grâce à un système de 300 Cartes,
- Il est possible d'activer des effets d'équipe en combinant certaines cartes. Par exemple, la carte Naruto et Sakura donne accès à un effet nommé Chagrin d'amour permettant d'obtenir plus de boule de chakra causé par les dégâts infligés aux ennemis[pas clair].
- Les Effets Cinématiques sont très riches lors des combats survoltés contre les Boss,
- Les affrontements finaux sont rythmés au Quick Time Event,
- Utilisez des techniques dévastatrices lors de batailles à grandes échelles, etc.

## Liste des personnages jouables
La liste ci-dessous ne contient pas tous les éléments, le jeu ne sortant que le 10 novembre:
Le jeu dispose de 30 personnages, certains ayant plusieurs modes de jeu, que l'on peut changer grâce à un système de 300 Cartes. La liste comporte sûrement des éléments spéculatifs, susceptibles d'être remplacés ultérieurement :
Ci-dessous, les personnages et leurs formes :
- Naruto Uzumaki (Mode Ermite, Orbe Shuriken, Rasengan géant)
- Sasuke Uchiwa (Hebi, Habit noir, Taka)
- Sakura Haruno
- Kakashi Hatake
- Gaï Maito
- Shikamaru Nara
- Rock Lee
- Hinata Hyûga
- Jiraya
- Kakuzu
- Hidan
- Pain
- Konan
- Deidara
- Madara Uchiwa (Tobi)
- Sasori
- Killer Bee
- Gaara
- A (Armure foudroyante, Raikage)
- Itachi Uchiwa (Lumière Céleste, Susanô)
- Kisame Hoshigaki
- Minato Namikaze
- Naruto Uzumaki ( ermite )

Naruto uzumaki
```
(mode ermite démon)
```

## Boss du jeu
Le jeu dispose de Boss finaux dont les combats seront rythmés au Quick Time Event sauf dans les combats de Naruto contre Pain et de Sasuke contre les quatre Kage des villages cachées.
1. Kakashi Hatake VS Naruto Uzumaki (Rasengan à neuf queues) & Sakura Haruno
2. Deidara VS Gaara
3. Sasori (Pantin Humain) VS Chiyo et Sakura
4. Orochimaru VS Naruto (Kyûbi à quatre queues)
5. Sasuke (Sceau Maudit 2) VS Naruto (Rasengan à neuf queues), Sakura et Sai
6. Hidan VS Asuma Sarutobi & Shikamaru Nara
7. Hidan VS Kakashi & Shikamaru
8. Naruto (Orbe Shuriken) VS Kakuzu (Shinzô)
9. Sasuke Uchiwa (Sceau Maudit 2) VS Orochimaru
10. Deidara VS Sasuke (Sceau Maudit 2)
11. Pain (Six Corps) VS Jiraya (Mode Ermite)
12. Sasuke (Hebi) VS Itachi Uchiwa (Susanô)
13. Sasuke VS Killer Bee (Hachibi à huit queues)
14. Pain (Six Corps) VS Naruto (Mode Ermite)
15. Pain (Tendô) vs Naruto (Kyûbi à six queues)
16. Sasuke (Conseil des cinq Kages) VS Quatre Kage
17. Sasuke (Susanô) VS Danzô
18. Naruto (Orbe Shuriken) VS Sasuke (Susanô).

## Modes de jeu
- Voie Ultime

Revivez la légende de Naruto et Sasuke!
De nouveau personnages apparaissent au cours de l'histoire!
- Missions Bonus

Menez de difficiles missions!
Ayez foi en votre agilité et combattez de toute votre force!
- Missions Coop

Jouez avec un ami via une connexion Mode Ad Hoc!
Triomphez ensemble de vos ennemis!
- Rapport de Combat

Le nombre d'heures jouées et les sorties de vos ninjas!
Préparez votre prochaine mission!
- Galerie

Au fil de l'histoire, vous verrez de nouveaux éléments! Apprenez tout sur vos ninjas!
- Options

Modifiez les paramètres de jeu!
Créez un environnement qui convient à votre style!